# Kalmar Saints
El KFUM Kalmar Basket, conocido como Kalmar Saints es un club de baloncesto profesional de la ciudad de Kalmar, que milita en la Basketligan, la máxima categoría del baloncesto sueco. Disputa sus partidos en el Kalmar Sportcenter, con capacidad para 1,200 espectadores.

## Historia
El club, creado en 1985, pertenece a la asociación YMCA (KFUM), una organización pionera en la difusión del baloncesto en Suecia. Siempre ha participado en categorías inferiores, hasta que en 2020 ascendió a la Superettan, la segunda división del baloncesto sueco, donde tras una primera temporada suspendida por la pandemia del COVID-19, logró el ascenso a la Basketligan en 2022, tras acabar en segunda posición.

## Trayectoria
| Temporada | Nivel | Liga              | Posición | Play-Offs                  | Competición Europea |
| --------- | ----- | ----------------- | -------- | -------------------------- | ------------------- |
| 2018–19   | 3     | Basketettan Södra | 5º       |                            | –                   |
| 2019–20   | 3     | Basketettan Södra | 2º       | Ascenso                    | –                   |
| 2020–21   | 2     | SuperEttan        | 1º       | Suspendida por la pandemia | –                   |
| 2021–22   | 2     | SuperEttan        | 2º       | Ascenso                    | –                   |